# Dasyloricaria
Dasyloricaria – rodzaj słodkowodnych ryb sumokształtnych z rodziny zbrojnikowatych (Loricariidae). Spotykane w hodowlach akwariowych.

## Zasięg występowania
Północna część Ameryki Południowej (Kolumbia i Wenezuela) oraz Panama.

## Klasyfikacja
Gatunki zaliczane do tego rodzaju:
- Dasyloricaria filamentosa – zbrojnik kolumbijski[3][4]
- Dasyloricaria latiura
- Dasyloricaria paucisquama

Gatunkiem typowym jest Loricaria filamentosa (D. filamentosa).